# Francesco Laparelli
Francesco Laparelli (Cortona, 5 aprile 1521 – Candia, 20 ottobre 1570) è stato un architetto italiano.
Assistente di Michelangelo e architetto fra i più importanti del '500 nel campo delle opere militari, fu ingegnere di Papa Pio IV e di Cosimo I de' Medici.

## Biografia

### Inizi e lavori a Roma
Laparelli traeva i natali da uno dei casati più ricchi ed illustri di Cortona. In gioventù si dedicò all'esercizio delle armi affiancato dallo studio della matematica e dell'architettura, sul modello di Euclide e di Vitruvio, e dalla pratica del disegno.
Cruciale fu il suo incontro e la collaborazione con Gabrio Serbelloni, inviato dal duca Cosimo I de' Medici a Cortona per provvedere alle fortificazioni cittadine, nel contesto del conflitto tra Firenze e Siena.
Nel 1560 Francesco Laparelli venne chiamato a Roma da Papa Pio IV, sollecitato dal Serbelloni suo cugino, con l'incarico di restaurare le fortificazioni di Civitavecchia. Nello stesso anno progettò di munire di fortificazioni la nuova foce del Tevere e nel 1561 diresse i lavori di difesa al colle Vaticano.
Nel 1565 terminò il grandioso pentagono bastionato di Castel Sant'Angelo e fece progredire la cinta bastionata del borgo presso il Vaticano; collaborò col Michelangelo Buonarroti nei lavori alla gran cupola della Basilica di San Pietro e scrisse sulla stabilità della cupola.

### Lapareli a Malta

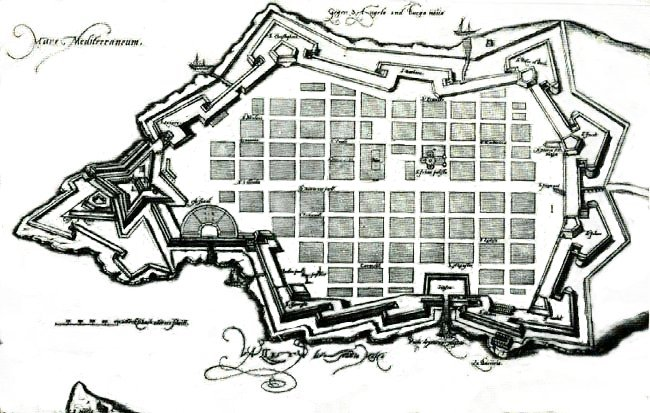
Mappa della Valletta nel 1580

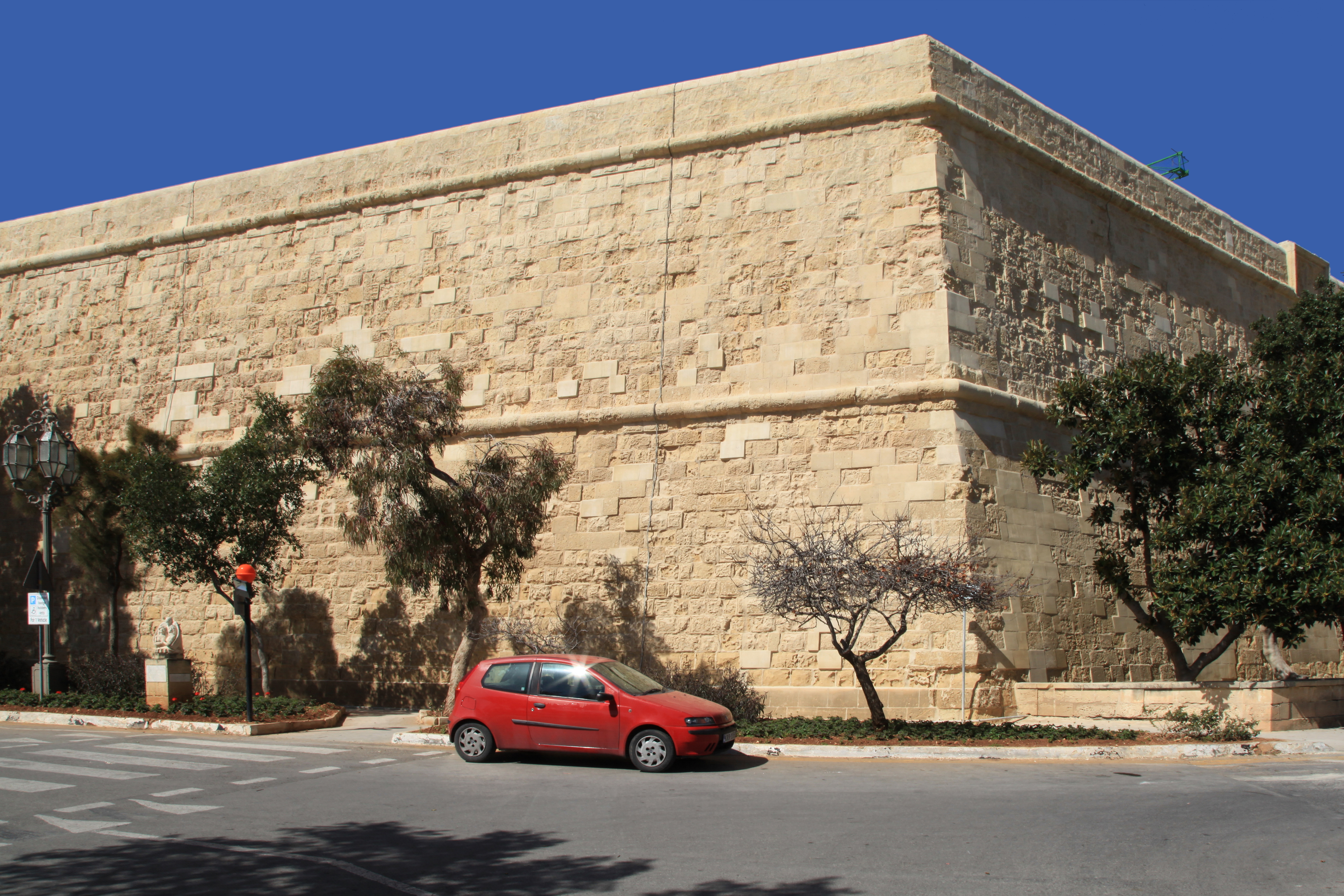
Saint James Cavalier, parte delle fortificazioni della Valletta che ancora conserva il progetto di Laparelli.

In quello stesso anno i Turchi ponevano sotto assedio l'isola di Malta e Francesco Laparelli propose rimedi per evitare la perdita dell'isola; ritiratesi i Turchi venne inviato dal Papa al Gran Maestro dei cavalieri, Jean de la Valette.
Cinque giorni dopo il suo arrivo, esaminati i luoghi e i gravi danni recati alle fortificazioni, approvò la proposta di altri ingegneri militari di abbandonare il Borgo e costruire una nuova città. In vari rapporti insisté sui vantaggi di cambiare località, calcolato l'enorme dispendio che sarebbe stato necessario per restaurare le vecchie difese piene di difetti.
Il Gran Maestro Jean de la Valette decise di ricostruire, scegliendo l'altura del Monte Sciberras come sito per la nuova fortezza. Francesco Laparelli fu incaricato di intraprendere la costruzione.  Fu inviato a Malta da Papa Pio V, che fornì anche denaro per la ricostruzione. I cavalieri inviarono messaggi alle corti europee minacciando di lasciare Malta se non fossero stati aiutati in denaro e truppe. Il 14 marzo 1566, dopo aver ricevuto finanziamenti dalla Spagna e da altri, decisero di procedere. 
Nonostante le numerose obiezioni e gli ostacoli, il grandioso progetto ebbe principio il 28 marzo 1566, dies natalis della nuova città cui viene dato il nome del Gran Maestro per decreto di tutto l'Ordine: Valletta. In un biennio il lavoro progredì con ottimi risultati.
Laparelli progettò il piano urbanistico sulla base di una griglia per consentire alle brezze marine di fluire più facilmente attraverso la città in estate, e progettò il sistema di drenaggio. Precisò che i bastioni avrebbero dovuto circondare la città e che il Forte Sant'Elmo doveva essere ricostruito sulla punta della penisola di Scebarras. La prima pietra della nuova città della Valletta fu posta nel marzo del 1566. Filippo II di Spagna mandò Giovan Giacomo Paleari Fratino a controllare il progetto delle fortificazioni. Giacomo Bosio registrò il discorso tra el Fratino e Laparelli che ebbe luogo all'inizio di aprile del 1566. La proposta finale, pubblicata il 18 giugno 1566, era di una città fortificata che si estendesse sulla penisola di Sciberras fino a Fort Sant'Elmo, con quattro bastioni e due cavalieri a guardia del lato terra. Nel 1567 il piano fu perfezionato approfondendo il fossato terrestre e includendo cisterne, magazzini, riviste e altri edifici essenziali. 
La morte di Solimano il Magnifico diminuì le probabilità del ritorno dei Turchi, per cui Francesco chiese di poter far ritorno in Italia per visitare la propria famiglia. In realtà egli rincorreva il sogno della carriera militare, bramava «charichi di honore da soldato» conferiti a Malta soltanto a chi «ha la croce».
Il Gran Maestro gli concesse il ritorno in patria e gli consegnò una lettera per il Papa datata 17 aprile 1568, nella quale lodava «l'incessabil fatica et continua diligenza» del Laparelli per condurre «in molto buon termine» le fortificazioni e gli chiedeva di comandare all'ingegnere di tornare per terminare l'opera.
Svanita la speranza di ottenere elevati gradi militari, morto La Vallette ed eletto Gran Maestro Pietro del Monte il 23 agosto 1568, Francesco Laparelli tornò a Malta e riprese la direzione dei lavori. Nel frattempo i Turchi avevano assalito l'Isola di Cipro e i Veneziani combattevano per conservarne il possesso.
Laparelli lasciò Malta nel 1569 per aiutare nella guerra navale del papato contro i turchi. La costruzione dei principali edifici non era ancora iniziata. [3] Prima di poter tornare, morì nel 1570 all'età di 49 anni a Creta a causa della pestilenza. La costruzione di La Valletta fu continuata dal suo assistente maltese, Girolamo Cassar.

## Opere
- Cortona: campanile del Duomo (1566)
- Cortona: Fortezza di Girifalco (con Gabrio Serbelloni) (1556)
- La Valletta, Malta: fortificazioni della città (1566)